# Grimlinghausen (Bestwig)

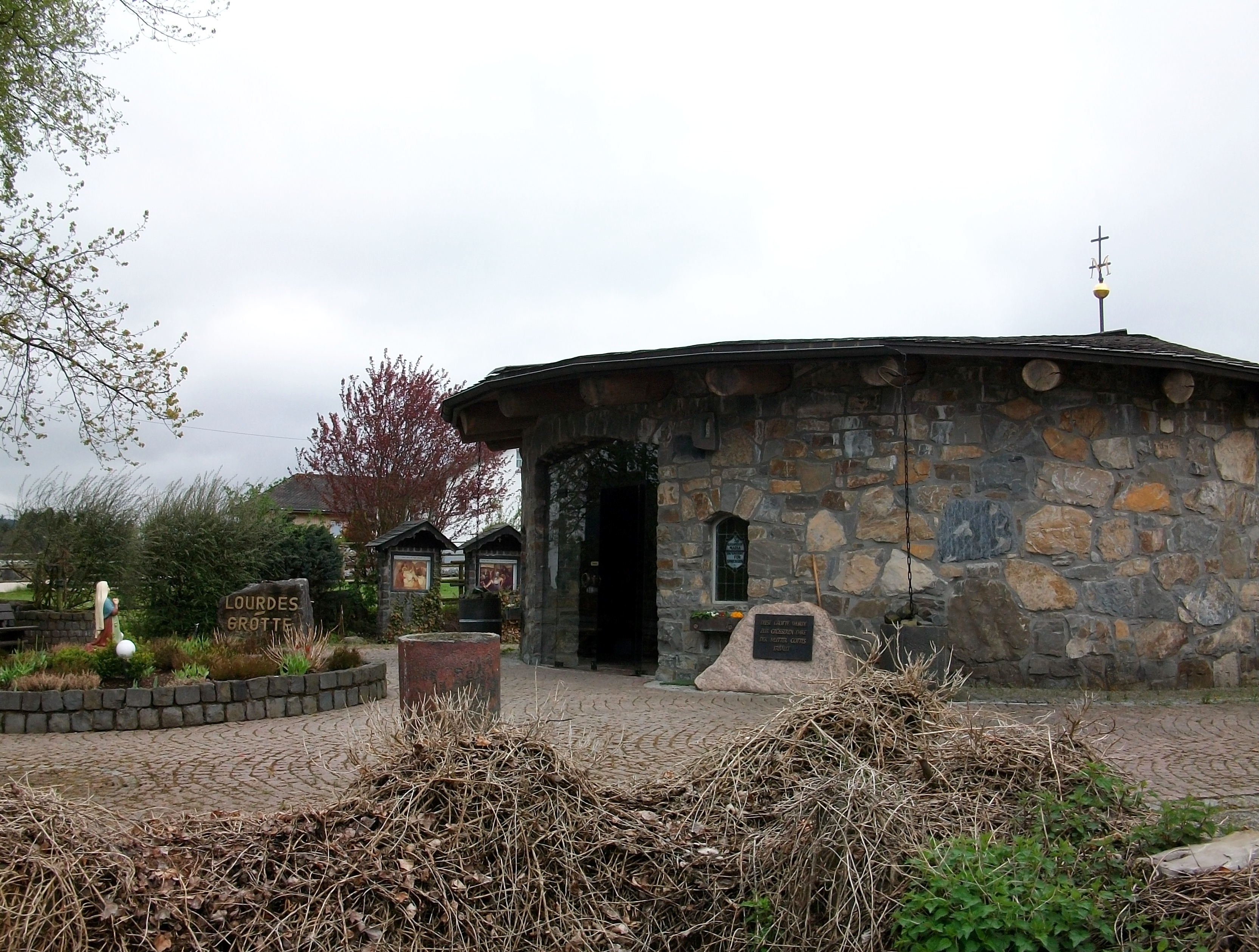
Lourdes-Grotte

Grimlinghausen (falsch oft Grimmlinghausen) ist ein Ortsteil der Gemeinde Bestwig, Nordrhein-Westfalen, Deutschland. Im Januar 2020 hatte Grimlinghausen 24 Einwohner.
Der Name bedeutet Zu den Häusern der Grimlinge, also eine Siedlung, deren ursprüngliche Bewohner unter Führung eines Grimo standen. Dem Kloster Bredelar wurde 1170 ein Hof als Allod der Padberger gegeben.
Im Zweiten Weltkrieg  fielen zwei Grimlinghauser als Soldaten und einer verstarb in Grimlinghausen an den Folgen einer Kriegsverwundung.
Am 6. April 1945 besetzte die US-Army nach vorherigen zweitägigen Beschuss kampflos den Weiler. Die US-Truppen durchkämmten die angrenzenden Wälder nach versteckten deutschen Soldaten und zogen nach sechs Tagen ab. In den nächsten drei Monaten wurde der Weiler mehrfach durch ehemalige ausländische Gefangene aus Nuttlar ausgeplündert. Die Bewohner versteckten sich schließlich jede Nacht in den angrenzenden Wäldern. 
Am 1. Januar 1975 wurde der Hauptteil von Grimlinghausen, das bis dahin als eigenständige Gemeinde zum Amt Bigge im Kreis Brilon gehört hatte, in die neue Gemeinde Bestwig im Hochsauerlandkreis eingegliedert.
Zu Ehren der Mutter Gottes wurde im Jahre 1993 im Ort die sogenannte Lourdes-Grotte, eine Natursteinkapelle mit einem Kreuzweg, errichtet.